# 2020-21년 잉글랜드 FA컵
에미레이츠 FA컵 2020-21은 잉글랜드 축구 협회가 주관하는 140번째 잉글랜드 FA컵 대회로 전세계에서 가장 오래된 토너먼트 축구 대회이다. 이번 시즌은 2020년 9월 1일부터 2021년 5월 15일까지 개최되었다.
지난 시즌 우승팀은 아스널 (14회)이다.

## 일정 연기와 재조정
영국의 코로나19 범유행으로 이전 시즌 FA컵 일정이 연기되었고 결승전은 본래 일정보다 대략 3개월이나 밀린 2020년 8월 1일에 치러졌다. 따라서 통상적으로 8월에 FA컵 일정이 시작되었어야 하지만 이전 시즌의 연기로 2020-21 시즌도 미뤄져 2020년 9월 1일에 시작하게 됐다.
2020-21 FA컵의 규모가 축소될 것이라는 당초 예상과는 달리, 2020년 7월 25일에는 737개 팀(899 팀 중)이 참가하며 하위 리그의 팀들도 경기에 참가할 수 있을 것이라고 FA가 직접 확인시켰으며 실제로 이전 시즌보다 참가팀이 두 팀이 늘어났다.
잉글랜드 축구 리그 시스템에서 5~9부 리그에 해당하는 지역 리그 참가팀 중 자격을 갖춘 팀은 모두 대회에 참가할 수 있으며, 남은 참가 자리는 10부 리그의 팀들에게 주어진다. 이전 시즌까지 리그 순위를 기준으로 준 예비 예선에 진출할 수 있었지만, 2019-20 시즌에 이들 리그가 취소되면서 무작위 추첨으로 배정됐다.

### 대회 일정과 추첨일자
조기 예선 일정은 7월 말에 내셔널 리그 시스템의 클럽에게 공개되었으며, 2020년 8월 3일에 FA가 확정했다. 모든 라운드에서 재경기는 폐지되었고 대개 토요일에 하던 몇몇의 예선 라운드는 화요일 경기로 옮겼다.
| 구분 | 단계         | 추첨일           | 첫 경기 일자     | 기타 |
| ---- | ------------ | ---------------- | ---------------- | ---- |
| 예선 | 준 예비 예선 | 2020년 8월 14일  | 2020년 9월 1일   |      |
| 예선 | 예비 예선    | 2020년 8월 14일  | 2020년 9월 12일  |      |
| 예선 | 1라운드      | 2020년 9월 14일  | 2020년 9월 22일  |      |
| 예선 | 2라운드      | 2020년 9월 25일  | 2020년 10월 3일  |      |
| 예선 | 3라운드      | 2020년 10월 5일  | 2020년 10월 13일 |      |
| 예선 | 4라운드      | 2020년 10월 15일 | 2020년 10월 24일 |      |
| 본선 | 1라운드      | 2020년 10월 25일 | 2020년 11월 7일  |      |
| 본선 | 2라운드      | 2020년 11월 9일  | 2020년 11월 28일 |      |
| 본선 | 3라운드      | 2020년 11월 30일 | 2021년 1월 9일   |      |
| 본선 | 4라운드      | 2021년 1월 11일  | 2021년 1월 23일  |      |
| 본선 | 5라운드      | 2021년 1월 11일  | 2021년 2월 10일  |      |
| 본선 | 8강          | 2021년 2월 11일  | 2021년 3월 20일  |      |
| 본선 | 준결승       | 2021년 3월 21일  | 2021년 4월 17일  |      |
| 본선 | 결승         | 2021년 3월 21일  | 2021년 5월 15일  |      |

## 규정 변화
2020-21 시즌에는 전체적으로 연기된 잉글랜드 축구 일정을 줄이기 위해 재경기를 폐지하고 상금도 2017-18 FA컵 시즌 정도의 규모로 줄였다.

## 상금 규모
아래의 상금 규모의 단위는 파운드(£)이다.
| 단계         | 승패   | 팀 수 | 규모        |
| ------------ | ------ | ----- | ----------- |
| 준 예비 예선 | 패배   | 184   | £375        |
| 준 예비 예선 | 승리   | 184   | £1,125      |
| 예비 예선    | 패배   | 160   | £481        |
| 예비 예선    | 승리   | 160   | £1,444      |
| 예선 1라운드 | 패배   | 117   | £750        |
| 예선 1라운드 | 승리   | 117   | £2,250      |
| 예선 2라운드 | 패배   | 80    | £1,125      |
| 예선 2라운드 | 승리   | 80    | £3,375      |
| 예선 3라운드 | 패배   | 40    | £1,875      |
| 예선 3라운드 | 승리   | 40    | £5,625      |
| 예선 4라운드 | 패배   | 32    | £3,125      |
| 예선 4라운드 | 승리   | 32    | £9,375      |
| 1라운드      | 승리   | 40    | £22,629     |
| 2라운드      | 승리   | 20    | £34,000     |
| 3라운드      | 승리   | 32    | £82,000     |
| 4라운드      | 승리   | 16    | £90,000     |
| 5라운드      | 승리   | 8     | £180,000    |
| 준결승       | 승리   | 4     | £360,000    |
| 준결승       | 패배   | 2     | £450,000    |
| 준결승       | 승리   | 2     | £900,000    |
| 결승         | 준우승 | 1     | £900,000    |
| 결승         | 우승   | 1     | £1,800,000  |
| 총           | 총     | 총    | £15,921,160 |

## 예선
프리미어리그나 잉글리시 풋볼 리그에 소속된 클럽을 제외한 모든 참가팀은 예선전에서 본선 1라운드에 진출할 32개의 자리 중 하나를 차지하기 위해 경쟁한다.
예선전은 5부리그부터 10부리그까지의 팀들로 리루어진다.
흔히 알고있는 프리미어리그(1부 리그) 소속 팀들은 본선 3라운드(64강)에서 시작한다.
예선전은 2020년 9월 1일에 준예비 예선으로 시작됐다.

Extra Preliminary Round
(준예비예선)
-디비젼3(10부리그)의 172팀 참가, 86팀 예비예선 진출
- 본래 10부리그에서 리그 순위대로 참가하지만, 코로나로 인한 리그 취소 등으로 인해 20-21시즌의 FA컵은 10부리그에서 무작위로 추첨했다.

Preliminary Round
(예비예선)
-준예비예선 승자 86팀 + 디비젼2(9부리그)의 189팀 + NL4(8부리그) 89팀 : 총 364팀 참가, 182팀 1차예선 진출
Qualifying 1st Round
(1차예선)
-예비예선 승자 182팀 + NL3(7부리그) 66팀 : 총 248팀 참가, 124팀 2차예선 진출
Qualifying 2nd Round
(2차예선)
-1차예선 승자 124팀 + NL2(6부리그) 44팀 : 총 168팀 참가, 84팀 3차예선 진출
Qualifying 3rd Round
(3차예선)
-2차예선 승자 84팀 참가, 42팀 4차예선 진출
Qualifying 4th Round
(4차예선)
-3차예선 승자 42팀 + NL1(5부리그) 22팀 : 총 64팀 참가, 32팀 본선 1라운드 진출

ㅡㅡㅡㅡㅡㅡㅡㅡㅡㅡㅡㅡㅡㅡㅡㅡㅡㅡㅡㅡㅡㅡㅡㅡ

1st Round
(본선 1라운드 - 256강)
-4차예선 승자 32팀 + 리그2(4부리그) 24팀 + 리그1(3부리그) 24팀 : 총 80팀 참가, 40팀 본선 2라운드 진출
2nd Round
(본선 2라운드 - 128강)
-본선 1라운드 승자 40팀 참가, 20팀 본선 3라운드 진출
3rd Round
(본건 3라운드 - 64강)
-본선 2라운드 승자 20팀 + 챔피온쉽(2부리그) 24팀 + 프리미어리그(1부리그) 20팀 : 총 64팀 참가, 32팀 본선 4라운드 진출
이후부터는 추가 합류하는 팀 없이 토너먼트 방식
4th Round (32강)
5th Round (16강)
6th Round (8강)
Semi-Final (4강)
Final (결승)

## 본선

### 3회전 프로퍼
| 리그 단계 | 홈팀                | 스코어              | 원정팀                 | 리그 단계 |
| --------- | ------------------- | ------------------- | ---------------------- | --------- |
| (1부)     | 울버햄프턴 원더러스 | 1-0                 | 크리스털 팰리스        | (1부)     |
| (1부)     | 애스턴 빌라         | 1-4                 | 리버풀                 | (1부)     |
| (5부)     | 보럼 우드           | 0-2                 | 밀월 FC                | (2부)     |
| (1부)     | 에버튼 FC           | 2(연)1              | 로더럼 유나이티드      | (2부)     |
| (2부)     | 루튼 타운           | 1-0                 | 레딩 FC                | (2부)     |
| (2부)     | 노리치 시티         | 2-0                 | 코번트리 시티          | (2부)     |
| (2부)     | 노팅엄 포리스트     | 1-0                 | 카디프 시티            | (2부)     |
| (6부)     | 촐리                | 2-0                 | 더비 카운티            | (2부)     |
| (2부)     | 블랙번 로버스       | 0-1                 | 동캐스터 로버스        | (3부)     |
| (3부)     | 블랙풀              | 2(연) 3(승부차기)2  | 웨스트브로미치 앨비언  | (1부)     |
| (2부)     | AFC 본머스          | 4-1                 | 올덤 애슬레틱          | (4부)     |
| (3부)     | 브리스틀 로버스     | 2-3                 | 셰필드 유나이티드      | (1부)     |
| (1부)     | 번리 FC             | 1(연)1 4(승부차기)3 | 밀턴 킨스 돈스         | (3부)     |
| (4부)     | 엑시터 시티         | 0-2                 | 셰필드 웬즈데이        | (2부)     |
| (2부)     | 퀸즈 파크 레인저스  | 0(연)2              | 풀럼 FC                | (1부)     |
| (4부)     | 스티브니지          | 0-2                 | 스완지 시티            | (2부)     |
| (2부)     | 스토크 시티         | 0-4                 | 레스터 시티            | (1부)     |
| (2부)     | 와이쿰브 원더러스   | 4-1                 | 프레스턴 노스 엔드     | (2부)     |
| (1부)     | 아스널 FC           | 2(연)0              | 뉴캐슬 유나이티드      | (1부)     |
| (2부)     | 브렌트퍼드          | 2-1                 | 미들스브러 FC          | (2부)     |
| (2부)     | 허더스필드 타운     | 2-3                 | 플리머스 아자일        | (3부)     |
| (1부)     | 맨체스터 유나이티드 | 1-0                 | 왓퍼드 FC              | (2부)     |
| (2부)     | 반슬리              | 2-0                 | 트랜미어 로버스        | (4부)     |
| (2부)     | 브리스틀 시티       | 2-1                 | 포츠머스               | (3부)     |
| (1부)     | 첼시 FC             | 4-0                 | 모어캠브               | (4부)     |
| (4부)     | 첼트넘 타운         | 2(연)1              | 맨스필드 타운          | (4부)     |
| (4부)     | 크롤리 타운         | 3-0                 | 리즈 유나이티드        | (1부)     |
| (1부)     | 맨체스터 시티       | 3-0                 | 버밍엄 시티            | (2부)     |
| (8부)     | 마린FC              | 0-5                 | 토트넘 홋스퍼          | (1부)     |
| (4부)     | 뉴포트 카운티       | 1(연) 3(승부차기)4  | 브라이튼 & 호브 앨비언 | (1부)     |
| (5부)     | 스톡포트 카운티     | 0-1                 | 웨스트햄 유나이티드    | (1부)     |
| (1부)     | 사우스햄튼 FC       | 2-0                 | 슈류즈베리 타운        | (3부)     |

### 4회전 프로퍼
| 리그 단계 | 홈팀                   | 스코어 | 원정팀              | 리그 단계 |
| --------- | ---------------------- | ------ | ------------------- | --------- |
| (6부)     | 촐리 FC                | 0 - 1  | 울버햄프턴 원더러스 | (1부)     |
| (1부)     | 사우스햄튼             | 1 - 0  | 아스널              | (1부)     |
| (1부)     | 브라이튼 & 호브 앨비언 | 2-1    | 블랙풀              | (3부)     |
| (2부)     | 밀월 FC                | 0-3    | 브리스틀 시티       | (2부)     |
| (2부)     | 반즐리                 | 1-0    | 노리치 시티         | (2부)     |
| (1부)     | 셰필드 유나이티드      | 2-1    | 플리머스 아자일     | (3부)     |
| (1부)     | 웨스트햄 유나이티드    | 4-0    | 동캐스터 로버스     | (3부)     |
| (2부)     | 스완지 시티            | 5-1    | 노팅엄 포리스트     | (2부)     |
| (4부)     | 첼트넘                 | 1-3    | 맨체스터 시티       | (1부)     |
| (1부)     | 첼시                   | 3-1    | 루턴 타운           | (2부)     |
| (1부)     | 풀럼 FC                | 0-3    | 번리 FC             | (1부)     |
| (2부)     | 브렌트퍼드             | 1-3    | 레스터 시티         | (1부)     |
| (1부)     | 맨체스터 유나이티드    | 3-2    | 리버풀              | (1부)     |
| (1부)     | 에버튼                 | 3-0    | 셰필드 웬즈데이     | (2부)     |
| (2부)     | 위컴 원더러스          | 1-4    | 토트넘 홋스퍼       | (1부)     |
| (2부)     | 본머스                 | 2-1    | 크롤리 타운         | (4)       |

### 5회전 프로퍼
| 리그 단계 | 홈팀                | 스코어 | 원정팀                 | 리그 단계 |
| --------- | ------------------- | ------ | ---------------------- | --------- |
| (1부)     | 번리                | 0 - 2  | 본머스                 | (2부)     |
| (1부)     | 맨체스터 유나이티드 | 1(연)0 | 웨스트햄 유나이티드    | (1부)     |
| (1부)     | 셰필드 유나이티드   | 1 - 0  | 브리스틀 시티          | (2부)     |
| (1부)     | 울버햄프턴 원더러스 | 0 - 2  | 사우스햄튼             | (1부)     |
| (2부)     | 반즐리              | 0 - 1  | 첼시                   | (1부)     |
| (1부)     | 에버튼              | 5(연)4 | 토트넘 홋스퍼          | (1부)     |
| (2부)     | 스완지 시티         | 1 - 3  | 맨체스터 시티          | (1부)     |
| (1부)     | 레스터 시티         | 1 - 0  | 브라이튼 & 호브 앨비언 | (1부)     |

### 8강전
| 리그 단계 | 홈팀        | 스코어 | 원정팀              | 리그 단계 |
| --------- | ----------- | ------ | ------------------- | --------- |
| (2부)     | AFC 본머스  | 0 - 3  | 사우샘프턴          | (1부)     |
| (1부)     | 에버튼      | 0 - 2  | 맨체스터 시티       | (1부)     |
| (1부)     | 첼시        | 2 - 0  | 셰필드 유나이티드   | (1부)     |
| (1부)     | 레스터 시티 | 3 - 1  | 맨체스터 유나이티드 | (1부)     |

### 준결승전
| 리그 단계 | 홈팀        | 스코어 | 원정팀        | 리그 단계 |
| --------- | ----------- | ------ | ------------- | --------- |
| (1부)     | 첼시        | 1 - 0  | 맨체스터 시티 | (1부)     |
| (1부)     | 레스터 시티 | 1 - 0  | 사우스햄튼    | (1부)     |

### 결승전
| 리그 단계 | 팀1  | 스코어 | 팀2         | 리그 단계 |
| --------- | ---- | ------ | ----------- | --------- |
| 1부       | 첼시 | 0 - 1  | 레스터 시티 | 1부       |

| 2021년 5월 15일 | 첼시 | 0 - 1 | 레스터 시티       | 웸블리 스타디움, 런던 |  |  |
| 17:15 UTC+1     |      |       | 63′ 유리 틸레만스 |                       |  |  |
|                 |      |       |                   |                       |  |  |

| 첼시 | 레스터 시티 |

| GK          | 1  | 케파 아리사발라가         |
| CB          | 24 | 리스 제임스               |
| CB          | 6  | 치아구 시우바             |
| CB          | 2  | 안토니오 뤼디거           |
| RM          | 28 | 세사르 아스필리쿠에타 (c) |
| CM          | 7  | 은골로 캉테               |
| CM          | 5  | 조르지뇨                  |
| LM          | 3  | 마르코스 알론소           |
| RW          | 19 | 메이슨 마운트             |
| CF          | 11 | 티모 베르너               |
| LW          | 22 | 하킴 지예시               |
| 교체명단:   |    |                           |
| GK          | 16 | 에두아르 멘디             |
| DF          | 15 | 퀴르트 주마               |
| DF          | 21 | 벤 칠웰                   |
| DF          | 33 | 에메르손 팔미에리         |
| MF          | 10 | 크리스천 풀리시치         |
| MF          | 20 | 캘럼 허드슨-오도이        |
| MF          | 23 | 빌리 길모어               |
| MF          | 29 | 카이 하베르츠             |
| FW          | 18 | 올리비에 지루             |
| 감독:       |    |                           |
| 토마스 투헬 |    |                           |

| GK            | 1  | 카스퍼 슈마이켈 (c) |
| CB            | 3  | 웨슬리 포파나       |
| CB            | 6  | 조니 에번스         |
| CB            | 4  | 찰라르 쇠윈쥐       |
| RM            | 27 | 티모티 카스타뉴     |
| CM            | 8  | 유리 틸레만스       |
| CM            | 25 | 윌프레드 은디디     |
| LM            | 33 | 루크 토머스         |
| AM            | 17 | 아요세 페레스       |
| CF            | 14 | 켈레치 이헤나초     |
| CF            | 9  | 제이미 바디         |
| 교체명단:     |    |                     |
| GK            | 12 | 대니 워드           |
| DF            | 5  | 웨스 모건           |
| DF            | 18 | 대니얼 아마테이     |
| DF            | 21 | 히카르두 페레이라   |
| MF            | 10 | 제임스 매디슨       |
| MF            | 11 | 마크 올브라이튼     |
| MF            | 20 | 함자 추더리         |
| MF            | 24 | 남팔리 멘디         |
| MF            | 26 | 데니스 프라트       |
| 감독:         |    |                     |
| 브렌던 로저스 |    |                     |

| 맨 오브 더 매치: 유리 틸레만스 (레스터 시티) |

| 부심: 스튜어트 버트 시몬 베넷 대기심: 폴 티어니 예비심: 댄 쿡 비디오 판독심: 크리스 카바노프 보조 비디오 판독심: 시언 매시엘리스 | 경기 규칙 - 전•후반 90분동안 치러진다. - 무승부일 경우 승부차기를 통해 우승팀을 가린다. - 9명의 교체 선수를 등록할 수 있으며 최대 5명까지 교체할 수 있다. - 연장전이 진행되는 경우 추가로 1명의 선수를 더 교체할 수 있다. |

| (잉글랜드) FA컵 2020-21 우승 |
| ---------------------------- |
| 레스터 시티                  |
| 1번째 우승                   |